# José María Paternina Iturreagogoitia
José María Paternina Iturriagagoitia (Ollauri, La Rioja, 1905 - Alacant, 4 de maig de 1996), va ser un militar espanyol i governador civil d'Alacant.

## Biografia
Era el segon fill de José de Paternina y Jusué i María Iturriagagoitia y Moneo, Marquesos de Terán. Va cursar els seus estudis intern en el Col·legi dels Sagrats Cors de Miranda de Ebro fins que, en acabar el batxillerat superior, va passar a Vitòria per preparar el seu ingrés en l'Acadèmia de Cavalleria de Valladolid, d'on en va sortir amb el grau de tinent. Va ser destinat a Ceuta passant més tard a Madrid, en el Regiment dels Hússars de la Princesa. Va sol·licitar i li va ser concedit el curs de pilot d'Aviació a la Base Aèria de Los Alcázares (Múrcia). Una vegada obtingut aquest títol va ser destinat a Cap Juby (Sàhara Espanyol) ja com a oficial d'Aviació fins que en 1931, amb la Llei Azaña, es va retirar de l'Exèrcit fixant la seva residència a Alacant, d'on era la seva esposa Josefa A. Bono Marín.
En 1936, després de l'inici de la guerra civil espanyola, es va reincorporar a l'Exèrcit Nacional sent destinat amb la seva unitat als fronts de Còrdova, Càceres, Madrid i Saragossa participant en la batalla de l'Ebre. En acabar aquesta Guerra va ser destinat com a Subdirector a l'Escola Premilitar a San Javier (Múrcia). En febrer de 1944 va ser nomenat governador civil de la província d'Alacant, càrrec en el qual va estar fins al febrer de 1949.
En 1949 i ja amb el grau de Tinent Coronel va passar a l'Acadèmia General de l'Aire a San Javier (Múrcia) fins que, ascendit a coronel, passa a la Regió Aèria Pirinenca a Saragossa com a Cap d'Estat Major. La seva última destinació militar va ser de Cap de la Base Aèria de la Parra i de l'Escola de Vols sense Visibilitat a Jerez de la Frontera. En 1972 va ser ascendit a General Honorari de l'Exèrcit de l'Aire (S.V.). Després del seu retir va fixar de nou la seva residència a Alacant on va morir en 1996.
En 1969 va ser nomenat President de la Junta del Port d'Alacant, càrrec que va ocupar fins que en 1977 va presentar la seva renúncia. Estava en possessió de nombroses condecoracions nacionals i estrangeres, entre elles la Medalla d'Or de la Província d'Alacant que li va ser concedida en 1973. Una escola de Calp encara duu el seu nom.